# Волшебство (альбом)
«Волшебство» — второй студийный альбом украинской группы Flëur. Записан в Киеве в 2002—2003 годах и издан на Украине в 2003 году.
Альбом также был издан во Франции в 2004 году на лейбле Prikosnovenie под названием Magic. Эта версия отличается другим сведением и изменённым и переведённым на английский трек-листом.
Этот альбом часто называют лучшим альбомом группы, а песня «Формалин» является одной из самых известных песен коллектива. Песня «Ремонт» стала первой композицией группы, на которую был снят профессиональный клип, а не видеоарт, как ранее. После записи альбома «Прикосновение» к группе присоединились скрипачка Анастасия Кузьмина и клавишница Екатерина Котельникова, что позволило обогатить звучание и открыло больший простор для экспериментов с аранжировками.

## Список композиций

### Украинское и русское издания
| №   | Название                                   | Длительность |
| --- | ------------------------------------------ | ------------ |
| 1.  | «Интро»                                    | 0:49         |
| 2.  | «Пустота»                                  | 3:51         |
| 3.  | «Почти реально»                            | 5:09         |
| 4.  | «Формалин»                                 | 4:03         |
| 5.  | «Печальный клоун»                          | 5:00         |
| 6.  | «Когда ты грустишь»                        | 3:22         |
| 7.  | «Баллада о белых крыльях и алых лепестках» | 5:29         |
| 8.  | «Ремонт»                                   | 4:01         |
| 9.  | «Медальон»                                 | 4:36         |
| 10. | «Я сделаю это»                             | 5:07         |
| 11. | «Никогда»                                  | 4:29         |
| 12. | «Струна»                                   | 5:37         |
| 13. | «Русская рулетка»                          | 5:33         |
| 14. | «Легион»                                   | 4:57         |
| 15. | «Горизонт»                                 | 4:22         |

### Французское издание
| №   | Название                                       | Длительность |
| --- | ---------------------------------------------- | ------------ |
| 1.  | «Intro»                                        | 0:49         |
| 2.  | «The Emptiness»                                | 3:51         |
| 3.  | «Almost Real»                                  | 5:09         |
| 4.  | «Formalin»                                     | 4:03         |
| 5.  | «The Ballad Of White Wings And Scarlet Petals» | 5:29         |
| 6.  | «Repair»                                       | 4:01         |
| 7.  | «Medallion»                                    | 4:36         |
| 8.  | «I Will Do It»                                 | 5:07         |
| 9.  | «Never»                                        | 4:29         |
| 10. | «The String»                                   | 5:37         |
| 11. | «Russian Roulette»                             | 5:33         |
| 12. | «Legion»                                       | 4:57         |
| 13. | «Horizon»                                      | 4:22         |

## Музыка и слова
- Ольга Пулатова — 2 4 6 8 10 12 14
- Елена Войнаровская — 3 5 7 9 11 13 15

## Музыканты, участвовавшие в записи
- Ольга Пулатова — фортепиано/вокал
- Елена Войнаровская — гитара/вокал
- Юлия Земляная — флейта
- Екатерина Котельникова — синтезатор
- Александра Дидык — виолончель
- Анастасия Кузьмина — скрипка
- Виталий Дидык — контрабас
- Алексей Ткачевский — ударные
- Владислав Мицовский — перкуссия

При участии:
- Екатерина Сербина — виолончель, аккордеон
- Алексей Довгалев — синтезатор, гитара